# Jordy Deckers
Jordy Deckers (Almere, 20 juni 1989) is een voormalig Nederlands profvoetballer die als doelman speelde.

## Carrière

### AZ Alkmaar
Deckers begon met voetballen bij amateurvereniging JOS Watergraafsmeer. Daar speelde hij eerst als linksbuiten en daarna als doelman. AFC Ajax nam Deckers vervolgens op in de jeugdopleiding. Deckers slaagde er hier niet in om hogerop te komen. Hij vertrok naar AZ Alkmaar, waar hij in 2008 een tweejarig contract met een optie voor nog twee jaar aangeboden kreeg. In het seizoen 2008/2009 zat Deckers bij de eerste selectie van AZ, maar hij debuteerde nog niet in het betaald voetbal – hetgeen mede werd veroorzaakt door een knieblessure.

### Verhuur aan Telstar
Het seizoen daarop werd hij verhuurd aan Telstar. Op 20 november 2009 debuteerde Deckers in de basis bij Telstar in een uitwedstrijd tegen AGOVV Apeldoorn. Het werd 2–0 voor AGOVV. Op 18 januari 2010, in een uitwedstrijd tegen FC Volendam, mocht hij invallen door een blessure van Harmen Kuperus. De stand was op dat moment 2–2 en Telstar speelde met één man minder, vanwege een rode kaart voor Levi Marengo. Deckers verloor met Telstar uiteindelijk met 6–2.

### AFC Ajax
AZ verlengde het contract van Deckers niet, mede door zijn langdurige blessure. Op 31 augustus 2010, de laatste dag van de transferperiode, tekende Deckers een eenjarig contract bij Ajax. Deckers werd mede aangetrokken vanwege een ernstige blessure van Kenneth Vermeer. Deckers begon bij Jong Ajax. Met Ajax won hij zijn tweede landskampioenschap.

### SBV Excelsior
Na één seizoen moest hij weg bij Ajax en tekende hij bij SBV Excelsior. Op 22 februari 2013 maakte hij in de Eerste divisie-wedstrijd tussen Excelsior en FC Dordrecht een doelpunt. Op 18 mei van dat jaar promoveerde hij met Excelsior naar de Eredivisie.

### VVV-Venlo
Na een matige start aan het begin van het seizoen 2014/15 belandde Deckers op de bank bij Excelsior en ging hij op zoek naar een andere club. Op 15 juni 2015 werd hij door Eerste divisieclub VVV-Venlo overgenomen als opvolger voor de uit Venlo vertrokken keeper Niki Mäenpää. Deckers kende een prima seizoen bij VVV waarin hij als eerste keus alle wedstrijden keepte, uitgroeide tot minst gepasseerde keeper van de Eerste divisie en door fans werd uitgeroepen tot Speler van het Jaar. Desondanks werd zijn eenjarige contract niet verlengd.

### Cyprus en FC Oss
Op 14 juni 2016 werd bekend dat de Almeerse sluitpost een contract voor één jaar tekende bij Ermis Aradippou dat uitkomt in de hoogste Cypriotische liga. Zijn verblijf op Cyprus zou echter op niets uitlopen en al na drie maanden werd zijn contract ontbonden. Hij vond al snel een nieuwe club in FC Oss, dat doelman Xavier Mous had zien uitvallen, en waar hij de concurrentie moest aangaan met Ronald Koeman jr.. Hij tekende een contract tot het einde van het seizoen.

### RKC Waalwijk
In juli 2017 tekende Deckers een eenjarig contract bij RKC Waalwijk. Na afloop verliet hij het profvoetbal en tekende een contract bij SV Spakenburg. Daar was hij twee jaar lang tweede keus achter Leon ter Wielen en in 2020 verruilde hij SV Spakenburg voor tweedeklasser Veensche Boys.

## Clubstatistieken
| Seizoen | Club            | Competitie     | Competitie | Competitie | Beker | Beker | Playoffs | Playoffs | Totaal | Totaal |
| Seizoen | Club            | Competitie     | Wed.       | Dlp.       | Wed.  | Dlp.  | Wed.     | Dlp.     | Wed.   | Dlp.   |
| ------- | --------------- | -------------- | ---------- | ---------- | ----- | ----- | -------- | -------- | ------ | ------ |
| 2008/09 | AZ              | Eredivisie     | 0          | 0          | 0     | 0     | —        | —        | 0      | 0      |
| 2009/10 | → Telstar       | Eerste divisie | 2          | 0          | 0     | 0     | —        | —        | 2      | 0      |
| 2010/11 | Ajax            | Eredivisie     | 0          | 0          | 0     | 0     | 0        | 0        | 0      | 0      |
| 2011/12 | Excelsior       | Eredivisie     | 0          | 0          | 2     | 0     | —        | —        | 2      | 0      |
| 2012/13 | Excelsior       | Eerste divisie | 31         | 1          | 1     | 0     | —        | —        | 32     | 1      |
| 2013/14 | Excelsior       | Eerste divisie | 38         | 0          | 3     | 0     | 4        | 0        | 45     | 0      |
| 2014/15 | Excelsior       | Eredivisie     | 4          | 0          | 1     | 0     | —        | —        | 5      | 0      |
| 2015/16 | VVV-Venlo       | Eerste divisie | 36         | 0          | 1     | 0     | 2        | 0        | 39     | 0      |
| 2016/17 | Ermis Aradippou | A Divizion     | 1          | 0          | 0     | 0     | —        | —        | 1      | 0      |
| 2016/17 | FC Oss          | Eerste divisie | 19         | 0          | 0     | 0     | —        | —        | 19     | 0      |
| 2017/18 | RKC Waalwijk    | Eerste divisie | 3          | 0          | 0     | 0     | —        | —        | 3      | 0      |
| 2018/19 | SV Spakenburg   | Tweede divisie | 6          | 0          | 3     | 0     | —        | —        | 9      | 0      |
| 2019/20 | SV Spakenburg   | Tweede divisie | 0          | 0          | 4     | 0     | —        | —        | 4      | 0      |
| Totaal  | Totaal          | Totaal         | 140        | 1          | 15    | 0     | 6        | 0        | 161    | 1      |